# 経凛々

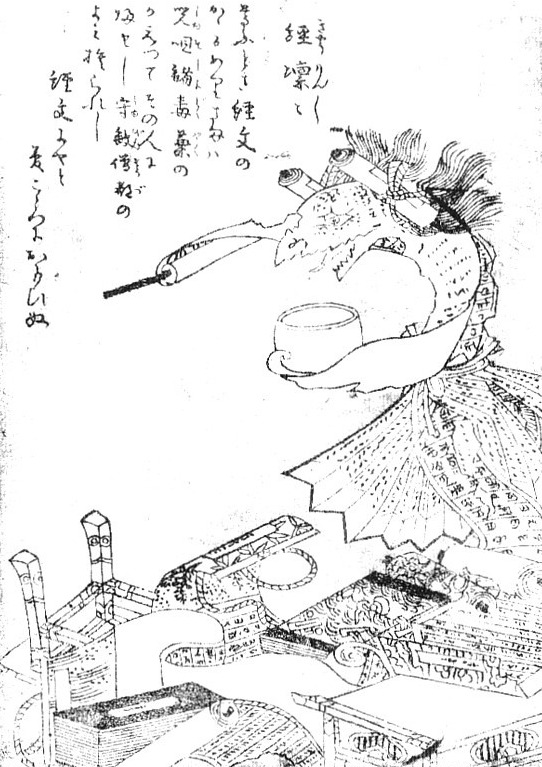
鳥山石燕『百器徒然袋』より「経凛々」

経凛々（きょうりんりん）は、鳥山石燕の妖怪画集『百器徒然袋』にある日本の妖怪の一つで、経文の妖怪。
軍記物語『太平記』にある平安時代前期の京都西寺の祈祷僧・守敏（しゅびん）が、東寺の僧・空海との法力比べで敗れ去った逸話をもとに石燕が創作した妖怪とされる。不用となって捨てられた守敏の経文が経凛々になったものだろうか、と石燕は解説文を書いている。
『百器徒然袋』の妖怪は、室町時代の妖怪絵巻『百鬼夜行絵巻』をモチーフとして描かれたものが多いが、この経凛々についても同様に『百鬼夜行絵巻』の中にある、くちばしの長い鳥状の妖怪が経文を頭に巻いている姿にデザイン上の共通点が見られる。